# Wilhelm Ostwald
(Motivazione del Premio Nobel)
Wilhelm Friedrich Ostwald (in lettone Vilhelms Ostvalds) (Riga, 2 settembre 1853 – Lipsia, 4 aprile 1932) è stato un chimico tedesco del Baltico.
Vinse il premio Nobel per la chimica nel 1909 per le sue ricerche sui principi fondamentali che governano l'equilibrio chimico e la velocità di reazione. Noto per aver ideato nel 1900 un processo di produzione di acido nitrico sfruttante l'ossidazione dell'ammoniaca in presenza di catalizzatori metallici, è stato anche colui il quale, sempre intorno al 1900, introdusse il concetto di mole in chimica. È conosciuto anche per avere formulato la legge delle diluizioni (1888), nota in suo onore come legge di Ostwald (dissociazione elettrolitica).

## Biografia
Studiò a Dorpat e dal 1877 fu libero docente e dal 1881 professore all'Università di Riga. Chiamato nel 1887 ad assumere la cattedra di Chimica-fisica all'Università di Lipsia, la tenne fino al 1906, salvo un breve periodo, nel 1905, quando insegnò in USA, alla Harvard University. Trascorse gli ultimi anni in campagna, dedicandosi ai suoi studi.

### Pensiero
Ostwald sostenne l'ipotesi che la scienza debba prevedere gli scenari futuri. Si preoccupò di classificare le scienze seguendo il principio già espresso da Auguste Comte, suddividendole in scienze formali (logica, matematica, geometria, etc.), scienze fisiche (fisica, chimica, meccanica, etc.), scienze biologiche (fisiologia, psicologia, sociologia, etc.).
Una delle convinzioni più ricorrenti espresse nei suoi saggi riguarda la tematica dell'energia, intesa come elemento fondamentale per la vita dell'uomo e accumulabile dalla irradiazione solare.
(Wilhelm  Ostwald 1912, pag. 83)
Massone, nel 1918, fu Gran maestro della Gran Loggia tedesca Zur Aufgehenden Sonne ("Al Sol levante"), della quale divenne un seguito Gran maestro d'onore.

## Scritti

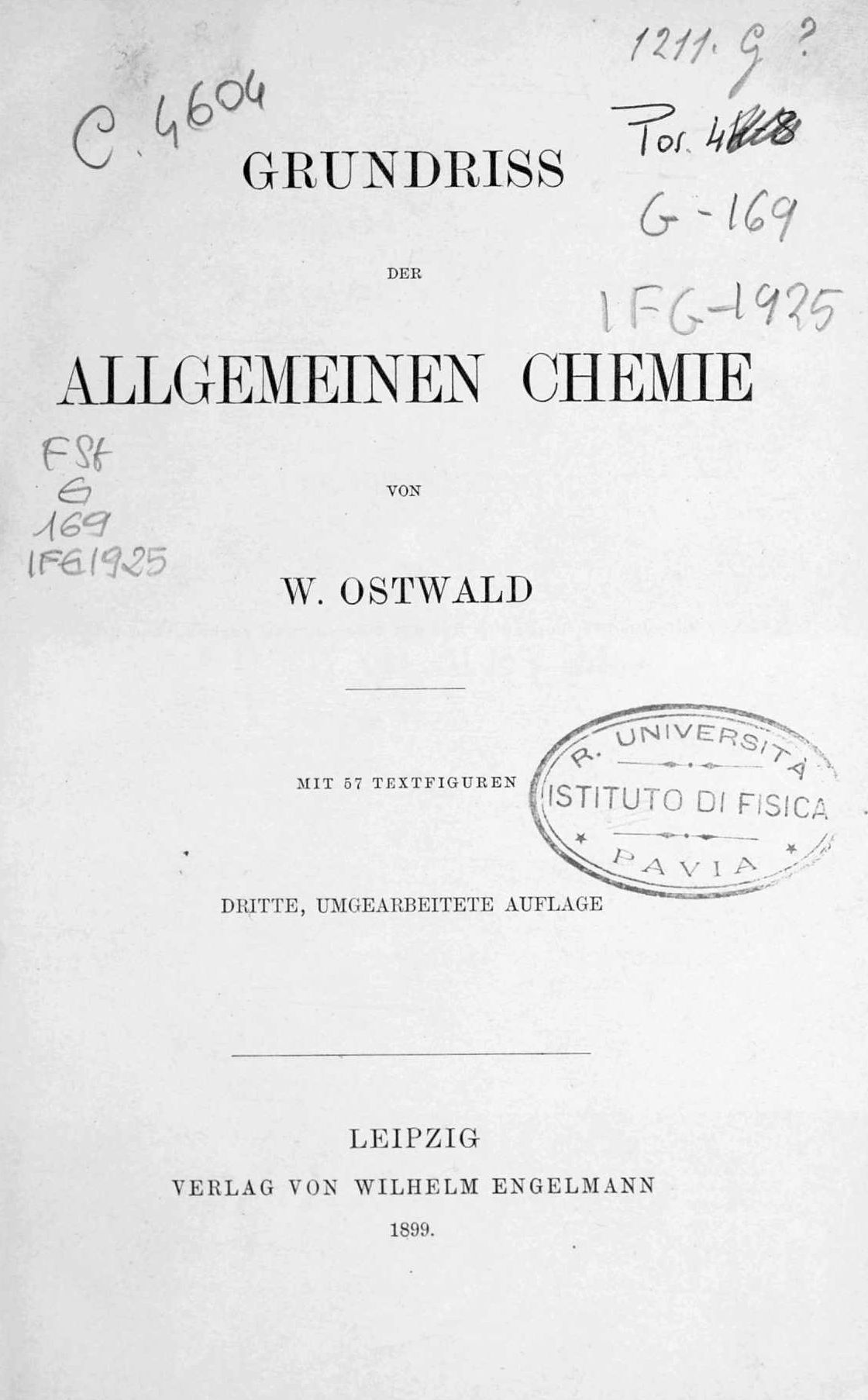
Grundriss der allgemeinen Chemie, 1899

- (DE) Grundriss der allgemeinen Chemie, Leipzig, Wilhelm Engelmann, 1899.
- (EN)  Solutions (London: Longmans, Green, and co., 1891)
- (FR)  Les principes scientifiques de la chimie analytique  (Paris: Naud, 1903)
- (FR)  Manuel pratique des mesures physico-chimiques  (Paris: Béranger, 1904)
- (FR)  L'évolution d'une science: la chimie (Paris : E. Flammarion, 1909)
- (EN)  The fundamental principles of chemistry, an introduction to all text-books of chemistry (New York: Longmans, Green, 1909)
- (FR)  L'énergie (Paris : F. Alcan, 1910)
- (EN)  Natural Philosophy (New York : H. Holt & co.,1910)
- (EN)  Outlines of general chemistry (London, Macmillan, 1912)
- (FR) Entwicklung der Elektrochemie, Paris, Alcan, 1912.
- (EN)  The principles of inorganic chemistry (London, Macmillan, 1914)